# Brigitte Fink
Brigitte Fink (29 de abril de 1940-17 de octubre de 2024) fue una deportista italiana que compitió en luge. Ganó una medalla de bronce en el Campeonato Mundial de Luge de 1957, en la prueba individual.

## Palmarés internacional
| Campeonato Mundial | Campeonato Mundial | Campeonato Mundial | Campeonato Mundial |
| Año                | Lugar              | Medalla            | Prueba             |
| ------------------ | ------------------ | ------------------ | ------------------ |
| 1957               | Davos (Suiza)      | Medalla de bronce  | Individual         |